# محمدتقی پاک‌سیما
محمدتقی پاک‌سیما (زاده ۱۳۳۸ - مشهد) فیلم‌بردار سینما اهل ایران است.

## فیلم‌بردار
- خودزنی (۱۳۹۰)
- آسمان هشتم (۱۳۸۹)
- ازدواج در وقت اضافه (۱۳۸۸)
- شور شیرین (۱۳۸۸)
- به کبودی یاس (۱۳۸۷)
- چهار انگشتی (۱۳۸۵)
- خدا نزدیک است (۱۳۸۵)
- خداحافظ رفیق (اپیزود اول، خداحافظ رفیق) (۱۳۸۲)
- خداحافظ رفیق (اپیزود دوم، یک لحظه رنگین کمان) (۱۳۸۲)
- خداحافظ رفیق (اپیزود سوم، گل شیشه‌ای) (۱۳۸۲)
- دوشیزه (۱۳۸۱)
- غوغا (۱۳۸۱)
- انتظار (۱۳۷۹)
- رنجر (۱۳۷۸)
- سهراب (۱۳۷۸)
- مردی از جنس بلور (۱۳۷۷)
- دنیای وارونه (۱۳۷۶)
- آخرین شناسایی (۱۳۷۲)
- سجاده آتش (۱۳۷۲)
- بهشت باران (۱۳۷۱)
- خطا (۱۳۷۰)
- وصل نیکان (۱۳۷۰)
- دریا برای تو (۱۳۶۹)
- گنبد نور (۱۳۶۷)
- هراس (۱۳۶۶)

## جشنواره‌ها
- برنده تندیس بهترین فیلم‌برداری برای فیلم مهاجر در سومین دوره جشنواره فیلم دفاع مقدس - ۱۳۶۹
- برنده جایزه ستایش بهترین فیلم‌برداری برای فیلم وصل نیکان در چهارمین دوره جشنواره فیلم دفاع مقدس - ۱۳۷۱
- برنده تندیس بلورین بهترین فیلم‌برداری برای فیلم سجاده آتش در پنجمین دوره جشنواره فیلم دفاع مقدس - ۱۳۷۳
- کاندیدا بهترین فیلم‌برداری برای فیلم مهاجر در هشتمین دوره جشنواره فیلم فجر - ۱۳۶۸